# Дрим хаус
Дрим хаус или дрим тренс је жанр денс музике који је био најуспешнији на европској сцени између 1995. и 1997. године. Карактеришу га мелодичност и инструменти као што су клавир, виолина и саксофон, а у последњих неколико година највише синтисајзер.

### Популарне песме
Песма која је најавила популарност жанра била је „“ Роберта Мајлса, са његовог деби албума Dreamland. Остале познате дрим хаус нумере су:
- „“ групе ,
- „“ групе ,
- „“ извођача ,
- „“ групе ,
- „“, „“ извођача ,
- Ремикс нумере „X-Files“ извођача ,
- „“ извођача ,
- „“ Роланда Брента,
- „“ извођача ,
- „“ извођача ,
- „“ Данијела Гаса,
- „“ групе BBE.

Дрим хаус музика извршила је велики утицај на извођаче данашњег прогресив тренса.